# آلف ارواسمیت
آلف ارواسمیت (انگلیسی: Alf Arrowsmith; ۱۱ دسامبر ۱۹۴۲ – مه ۲۰۰۵ (age 62)) بازیکن فوتبال اهل بریتانیا بود.
از باشگاه‌هایی که در آن بازی کرده‌است می‌توان به باشگاه فوتبال بری، باشگاه فوتبال لیورپول، باشگاه فوتبال روچدیل، باشگاه فوتبال رکسهام، و باشگاه فوتبال مکلسفیلد تاون اشاره کرد.